# Elsa Borg
Elsa Dionysia Borg, född 19 juli 1826 i Rytterne socken, Västmanlands län, död 24 februari 1909 på Vita Bergen i Katarina församling, Stockholm, var en svensk pedagog och socialarbetare.

## Biografi

### Tidigt liv
Elsa Borgs mor, Hedda Elisabeth Borg, som hade tre barn i ett äktenskap med kyrkoherde Mossberg i Rytterne utanför Västerås, gifte om sig med efterträdaren i församlingen, Denis Borg, och de fick tillsammans två barn, dottern Elsa och fyra år senare sonen Denis. Sonens födelse kostade dock modern livet, och fadern blev ensam med fem barn. Han sökte snart en hjälp för att klara av hemmets sysslor, och 1831 kunde Charlotte Théel fylla upp denna plats och även bli som en mor för barnen, speciellt lillebror Denis. Fadern sökte sig snart ifrån Rytterne och fick prosttjänsten i Björksta församling, där prästgården fick bli barnens hem. Modern var kusin med den svenska dövpedagogikens grundare Pär Aron Borg.
Vid 10 års ålder sändes Elsa till friherrinnan Rudbecks helpension, d.v.s. en privat flickskola med internat, i Sala för att där få sin utbildning. Ett år senare 1837 dog Elsa Borgs far, och därefter fick den 11 år äldre halvsystern Jeanette öppna sitt hem för barnen. Efter två och ett halvt år av studier i Sala fortsatte Elsa sina studier på fru Nizzens helpension i Stockholm, vilka hon avslutade i 16 års ålder.

### Lärare
När Elsa Borg vid 16 års ålder var klar med sina studier, kom hon till sin halvsyster Jeanettes hem som guvernant för att läsa med hennes barn, och hon blev en god förebild som lärare och hade stor nytta av de konstfärdigheter hon fått under sin utbildning på pensionerna. Redan i sin ungdom visade Elsa Borg prov på litterära färdigheter, berättar ungdomsvännen Lina Husberg, då hon skrev små romaner och teaterpjäser, vilka hon lät barnen framföra. Dessa verk ville hon dock inte kännas vid, när hon senare blev kristen, utan allt blev då eldens rov.
När Elsa Borgs halvsyster på 1850-talet flyttade till Stockholm, kom Borg in i en svår brytningstid, vilket ledde till att hon i 28 års ålder fick uppleva en personlig tro på Gud och bli frälst. Hennes ungdomsvän Lina Husberg hade blivit frälst i ett möte med Cecilia Fryxell och gick senare på hennes lärarinneseminarium på greve Gösta Lewenhaupts egendom Carlslund utanför Västerås. Detta blev till stor betydelse även för Elsa Borg, som snart fann samma övertygelse genom läsning av kristen litteratur, och även hon tog några kurser på Cecilia Fryxells seminarium, varefter hon 1857 blev sänd som lärare till Småland på Björkö prostgård utanför Eksjö. I Småland mötte hon "de nya läsarna", vilka betydde mycket för hennes andliga utveckling. Elsa Borg startade där söndagsskola, och hon blev något av en andlig vägledare för de unga flickorna i socknen. Exempel på Elsa Borgs upplevelser i Småland finns att läsa på hemsidan Elsa Borg besöker Herrestad (länkat med benäget tillstånd).

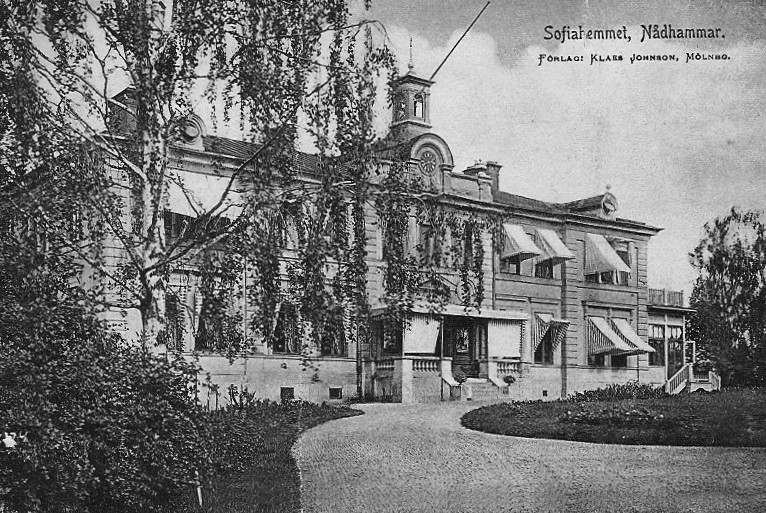
Nådhammar, som lät byggas av H A Lidholm 1875, den plats som Elsa Borg använde till rekreation en tid före och under tiden som socialarbetare.

1859 gick färden vidare till Gävle, dit ungdomsvännen Lina Husberg hade flyttat och där fått en förfrågan om att bli föreståndare för en nystartad kristen skola, men hon avböjde och hänvisade istället till Elsa Borg. Denna var rädd för att bli en sådan "barnplågare", som hon själv fått möta på pensionerna, men hon beslutade sig att "med Guds hjälp" anta utmaningen och hon blev också en uppskattad föreståndare. De 15 åren i Gävle blev även en förberedelsetid för hennes framtida missionsarbete i Stockholm, då hon där i mindre skala startade ett socialt arbete på kristen grund. Hon var även initiativtagare till en kristen arbetsförening till stöd för missionärer på hemmafronten och i främmande land.
I 50-årsåldern avslutade Elsa Borg sin lärargärning, då "hennes huvud, genom mångårigt skolarbete, var ganska angripet". Hon hade en medarbetare på skolan i Gävle, Alfhild Flodin, som ingick äktenskap med direktör H A Lidholm, ägare av den naturskönt belägna gården Nådhammar i Mölnbo, och där kunde Elsa Borg under många år finna en plats för avkoppling och rekreation, även under den tid som drottning Sofia, en ivrig understödjare till Elsa Borgs missionsarbete, och Sofiahemmet bedrev verksamhet där. När hon vistades på Nådhammar kom hon även i kontakt med kristna vänner i Stockholm, vilka fick ögonen på henne som en lämplig person för att starta ett missionsarbete på Vita Bergen.

### Socialarbetare
Elsa Borgs kristna vänner i Stockholm hade vintern 1875 bildat en arbetsförening till stöd för bibelkvinnors underhåll, och snart fann man behov av att starta ett hem för bibelkvinnor med Ellen Ranyards i London 1857 startade verksamhet som förebild. Byggmästare Henrik Hallström kände sig manad att inköpa fastigheten vid Nya gatan 28 (nuvarande Skånegatan 104), vilken tidigare varit Hertiginnan Sofias hem för frigivna fångar, och erbjuda fastigheten fritt såsom Bibelkvinnohem. Efter ett studieresa till bibelkvinnoverksamheten i England och efter att ha funnit lämpliga medarbetare, kunde Elsa Borg flytta in i bibelkvinnohemmet den 3 nov 1876 och därifrån starta upp missionsarbetet.
Verksamheten växte snabbt och 1879 anskaffades Groens malmgård som ett Skyddshem för kvinnor och senare tillkom flera barnhem i Stockholm med omnejd.
Bernhard Wadström berättar att "Bibelkvinnohemmets förnämsta uppgift är att utbilda kvinnor för de fattigas och sjukas vård samt för spridande af bibelordet. Kursen för utbildandet af en bibelkvinna räcker från höst till vår. Många af dem ha fått sin verksamhetskrets utom hufvudstaden, ja ända bort till Lappland, Fyen och Estland. Deras arbete är ofta mycket svårt, men krönes ock ofta med rik välsignelse."
Missionen på Vita Bergen testamenterades av Elsa Borg till Louise Ulff, som övertog ledarskapet för missionen 1909.
Elsa Borg hade även ordets gåva och beskrev missionsarbetet i tidningen Trons Hvila - Fridshälsning från Hvita Bergen samt minnesskrifter.
Hon var även psalmförfattare.

## Eftermäle
Elsa Borg har en gata uppkallad efter sig i Fruängen och står som staty i Vitabergsparken, skulpterad av Astri Bergman-Taube 1972.

## Bilder

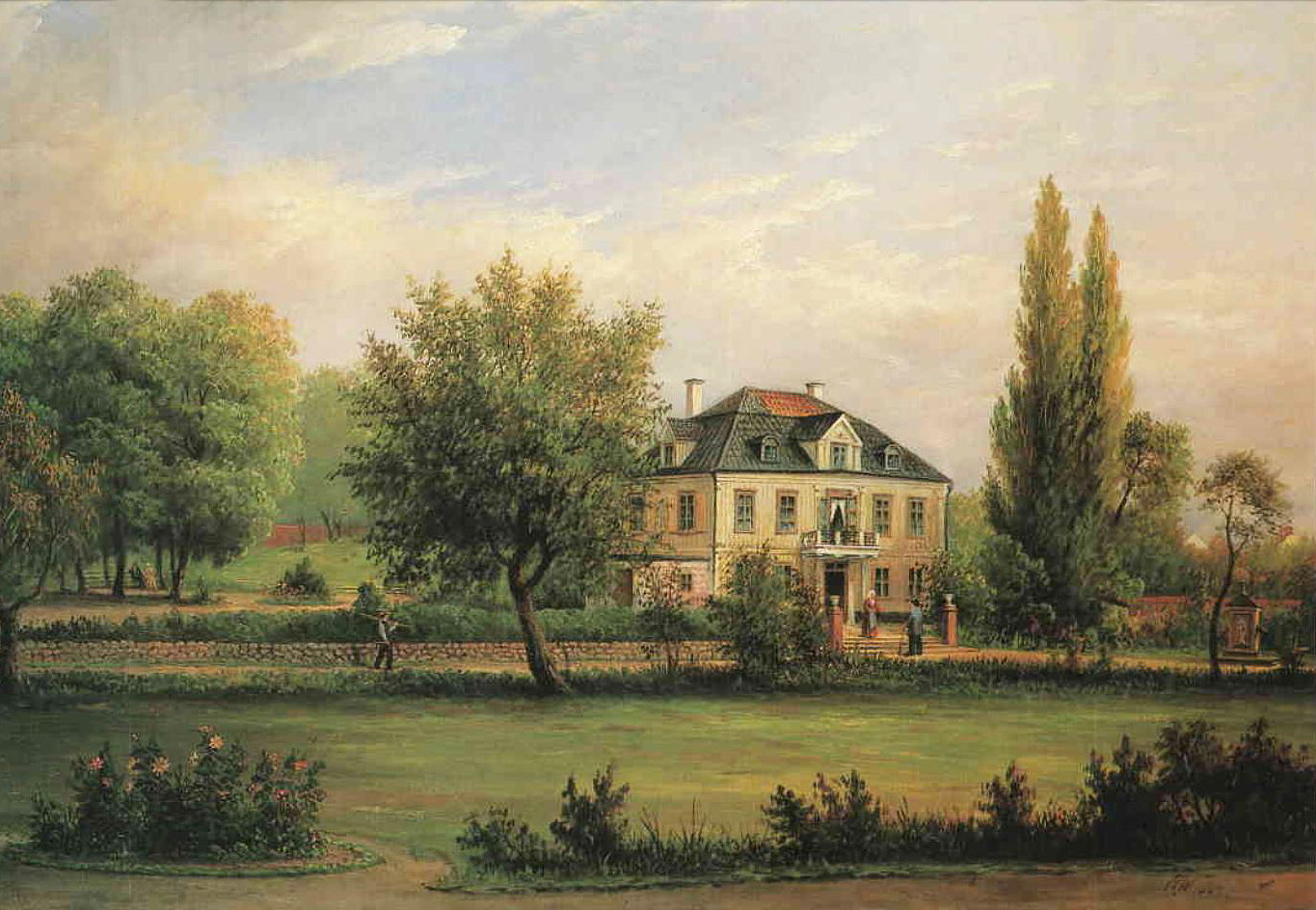
Groens malmgård blev 1879-1928 ett rymligt Skyddshem för Elsa Borg verksamhet och Missionen på Vita Bergen (oljemålning av Ehrenfried Wahlqvist 1887)
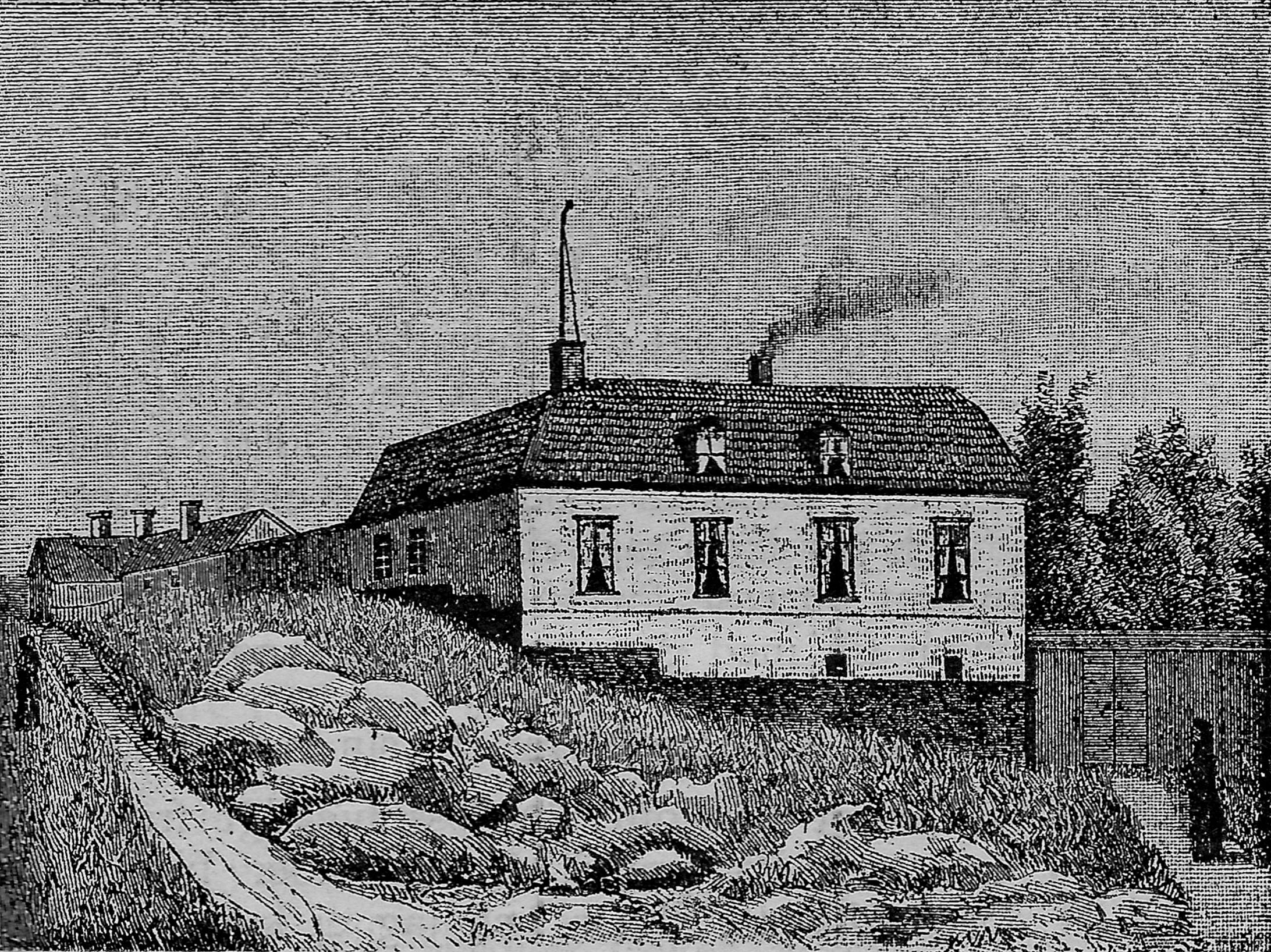
Bibelkvinnohemmet på Vita Bergen
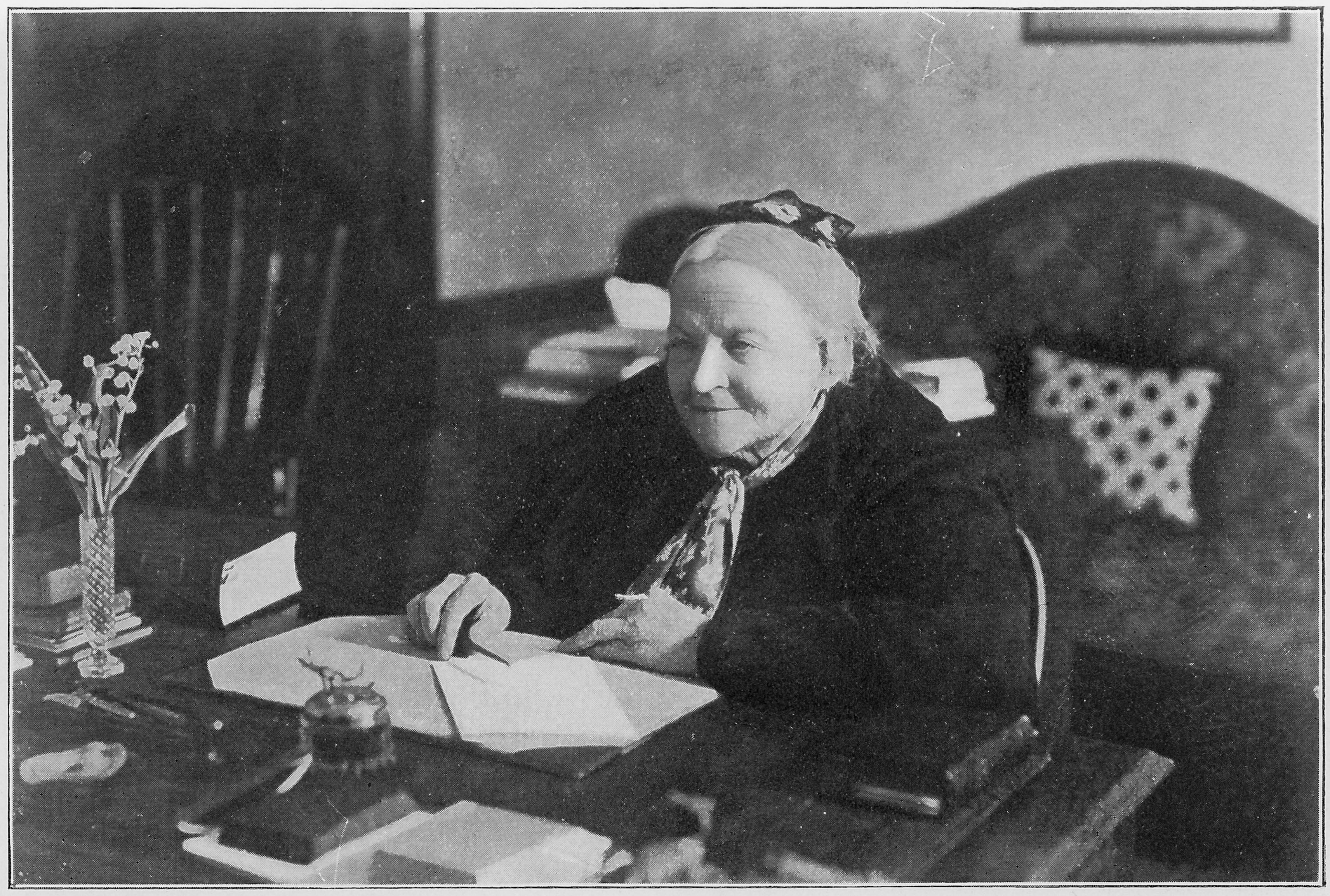
Elsa Borg i arbete på Vita Bergen
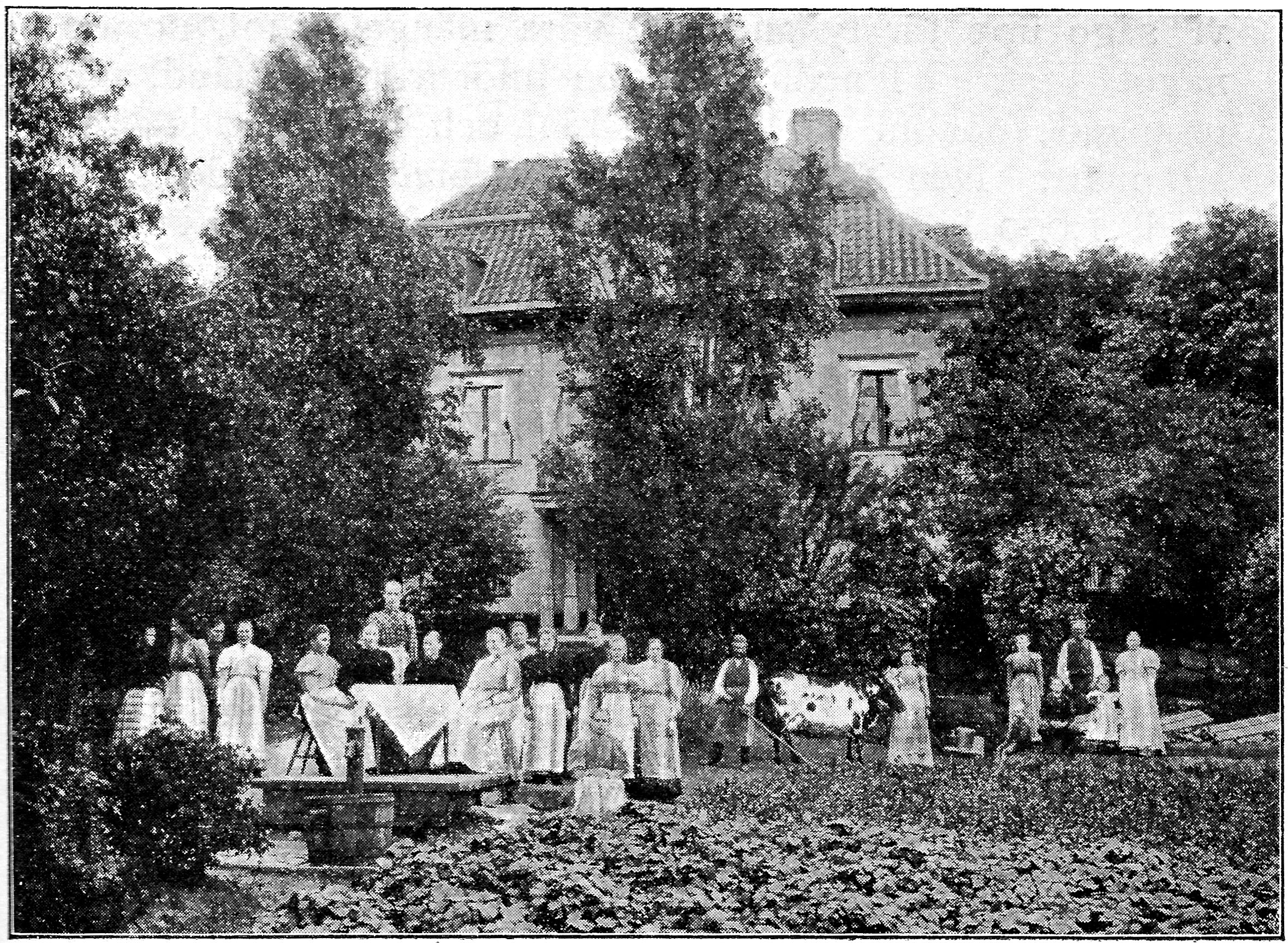
Liv och lust vid Skyddshemmet 1879-1928
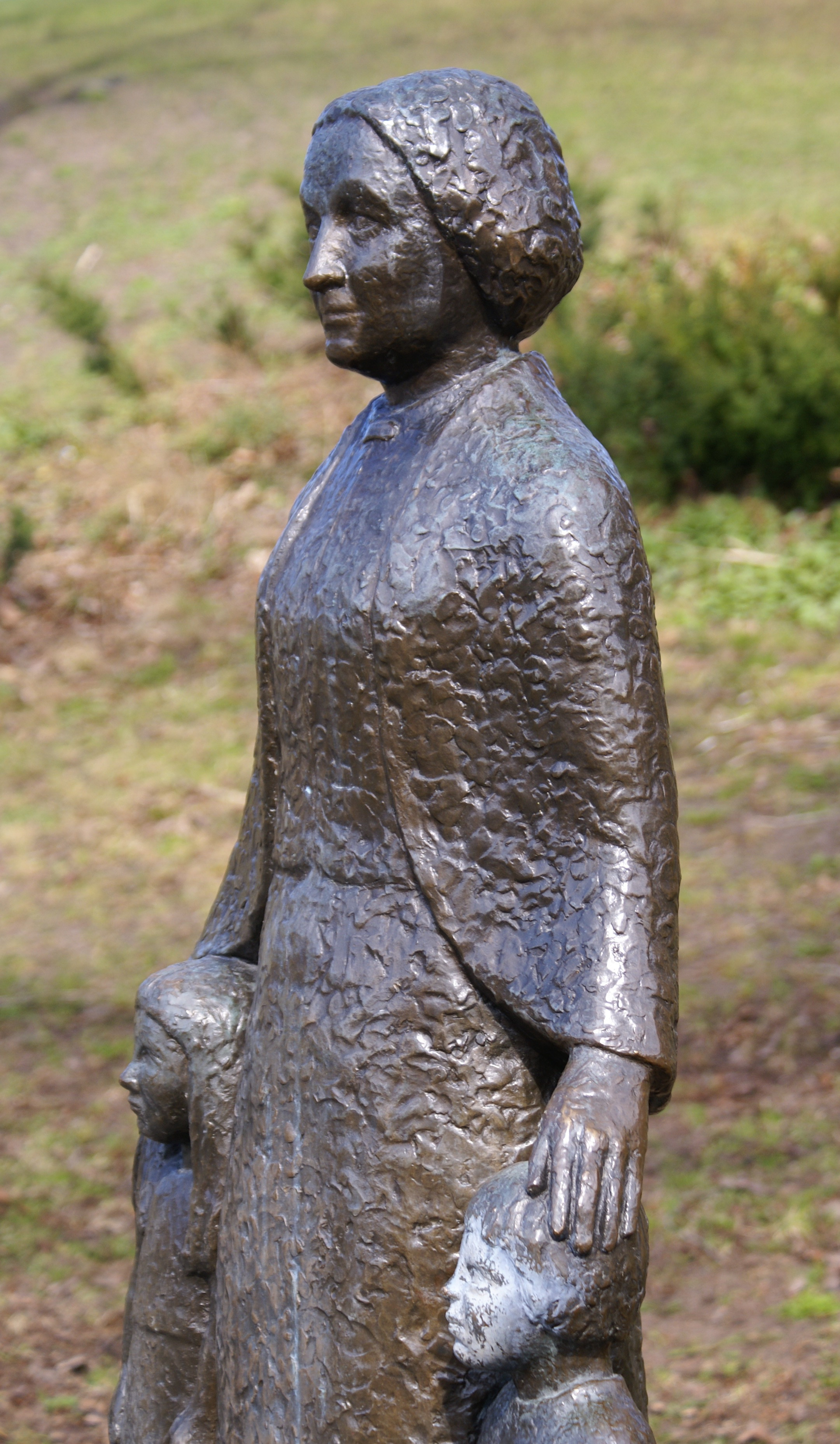
Bronsstaty av Elsa Borg i Vitabergsparken skapad 1972 av Astri Bergman-Taube.
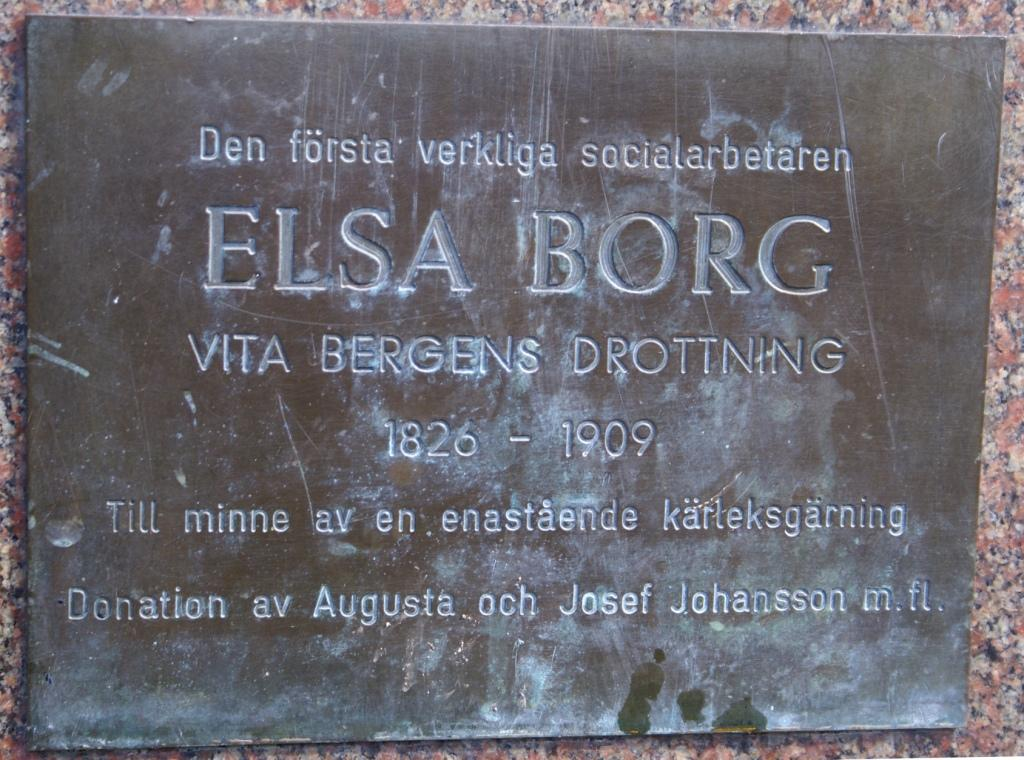
Den första verkliga socialarbetaren Elsa Borg Vita bergens drottning 1826-1909. Till minne av en enastående kärleksgärning. Donation av Augusta och Josef Johansson m.fl.

### Psalmer
- Din Gud är när (nr 43 i Svenska Missionsförbundets sångbok 1920)
- Sjung, Guds folk, på pilgrimsvägen (nr 653 i Psalmer och Sånger 1987, nr 517 i Frälsningsarméns sångbok 1990)
- Sjungen, syskon, under vägen (nr 574 i Segertoner 1988, nr 420 i Svenska Missionsförbundets sångbok 1920)